# Naturelink Aviation
Naturelink es una aerolínea con base en Sinoville, Gauteng, Sudáfrica. Efectúa vuelos con avionetas y helicópteros para ejecutivos, alquiler y sector turista, así como contratos de vuelo para compañías petrolíferas. Sus principales bases de operaciones son el Aeropuerto Placencia, Belice y el Aeropuerto Wonderboom.

## Historia
La aerolínea comenzó a operar en 1997 y es propiedad de Safair (60%) y Naturelink Charters (40%). Tiene 160 empleados (en marzo de 2007).

## Flota
La flota de Naturelink incluye las siguientes aeronaves (a 1 de diciembre de 2010):
- 1 × Raytheon Beech 1900D Airliner
- 1 × Raytheon Beech King Air 200
- 2 × Raytheon Beech King Air B200
- 1 × Boeing 727-200
- 4 × Cessna 208 Caravan
- 1 × Embraer EMB 110P1 Bandeirante
- 8 × Embraer EMB 120 Brasilia